# Antonio García Mulet
Antonio García Mulet (ur. 17 listopada 1932 w Barcelonie) – hiszpański malarz. Jego styl malarski jest intensywny, graficznie surowy, przepełniony nadmiarem znaków. Swoją twórczością wyraża spojrzenie na świat, które jednocześnie jest humorystyczne i poważne.

## Życiorys
Urodził się 17 listopada 1932 roku w Barcelonie. Jest synem Jose García Rodríguez i Madalena Mulet Ferran. W roku 1956 zawarł związek małżeński z Minervą Leon. Para doczekała się dwojga dzieci: Elena García Leon – Lya (ur. 17 czerwca 1957), oraz Antonio García Leon (ur. 1 czerwca 1960).

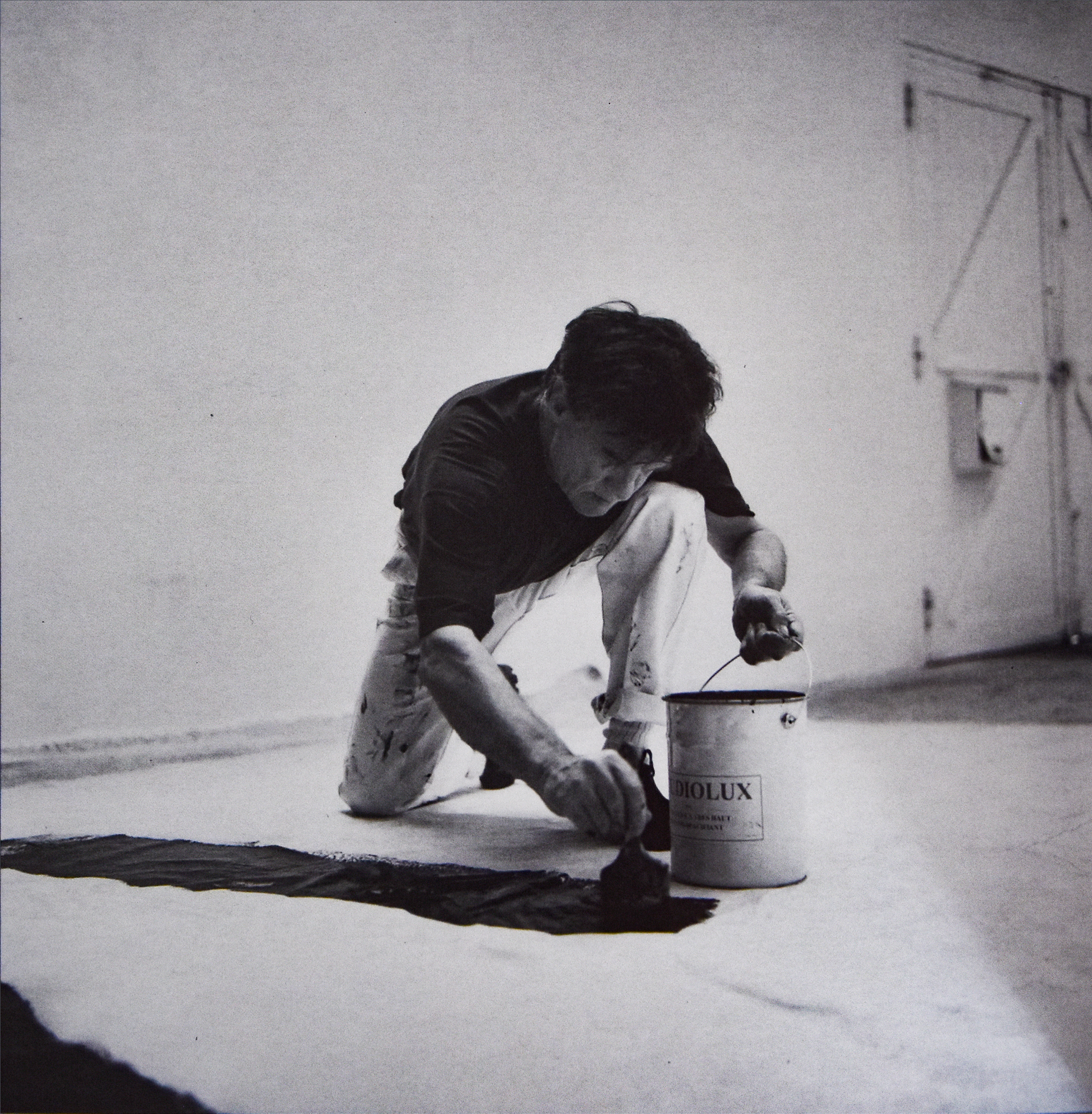
Antonio Garcia Mulet – maj 1998

Mieszkał w Palma de Mallorca, gdzie zdobywał edukację w szkole „Flechas Navales”. W 1949 roku postanowił zmienić swoje otoczenie, w poszukiwaniu lepszego życia i przeprowadził się do Algierii. Po krótkim czasie, dzięki swojej otwartości, chęci zdobywania wiedzy, wniknął w świat przebywających tam architektów z całego świata. Jego specyficzny sposób definiowania przestrzeni pozwolił mu na nawiązanie współpracy z najbardziej cenionymi architektami ówczesnego okresu. Szczególnie owocną współpracę, która szybko przerodziła się w przyjaźń, nawiązał z Jean-Jaquésem Deluz.
W roku 1962, wraz z rodziną, postanowił przeprowadzić się do Paryża. Posiadając już dużą wiedzę i doświadczenie rozpoczął swoją przygodę z malarstwem. Bardzo szybko stał się częścią sceny artystycznej tamtejszej epoki. Jego inspiracją byli Joan Miró i Antonio Saura. W ekspresjonizmie abstrakcyjnym znalazł sposób na oddanie swojej kreatywności.

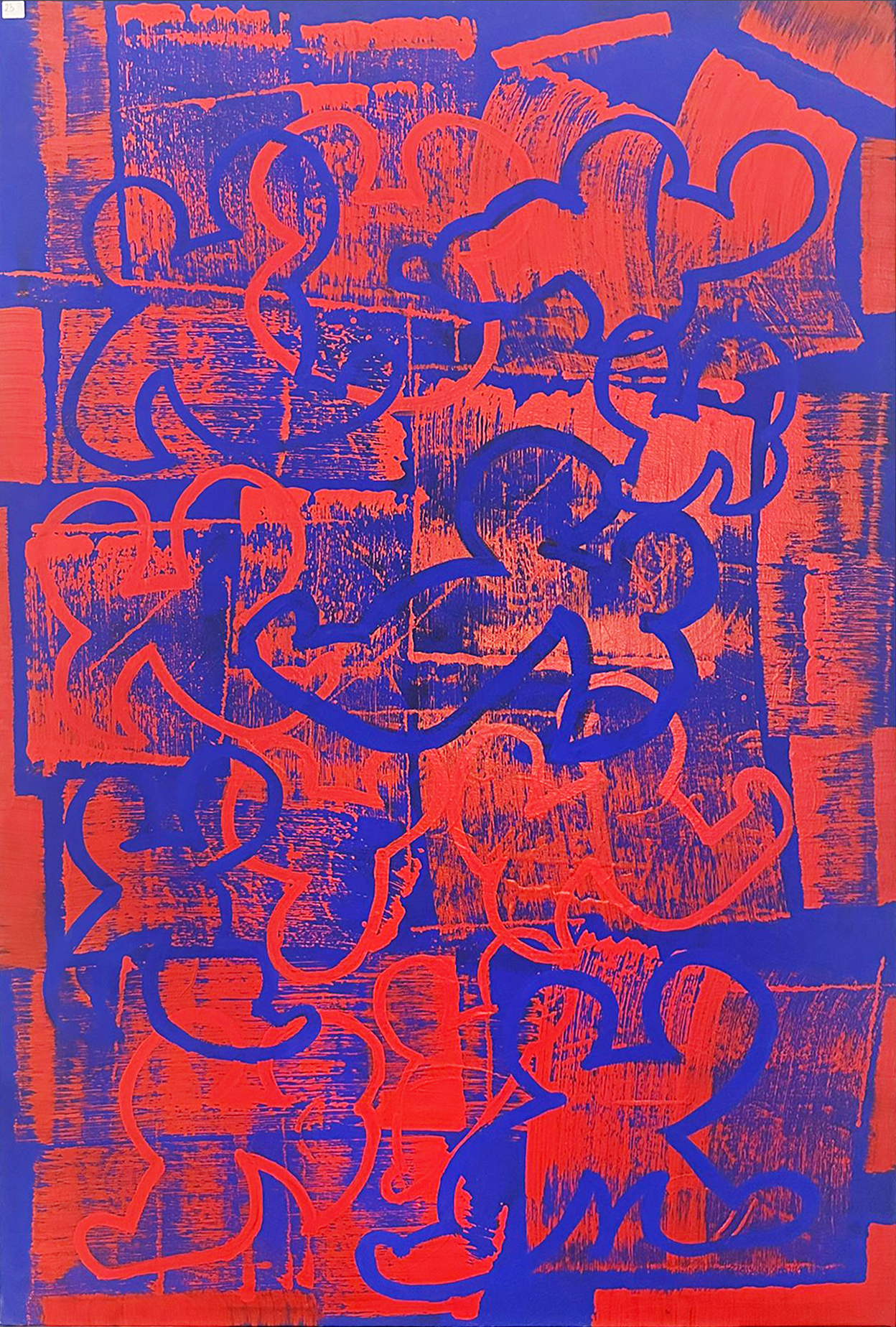
Antonio Garcia Mulet podpis

Jako miłośnik graffiti, zainspirował się sylwetką Myszki Miki. Ta sugestia spowodowała, że stworzył osobistą stylizację postaci, wybierając ją jako symbol swojej twórczości. Ten prosty znak i sugestywny, stał się jego artystycznym podpisem.

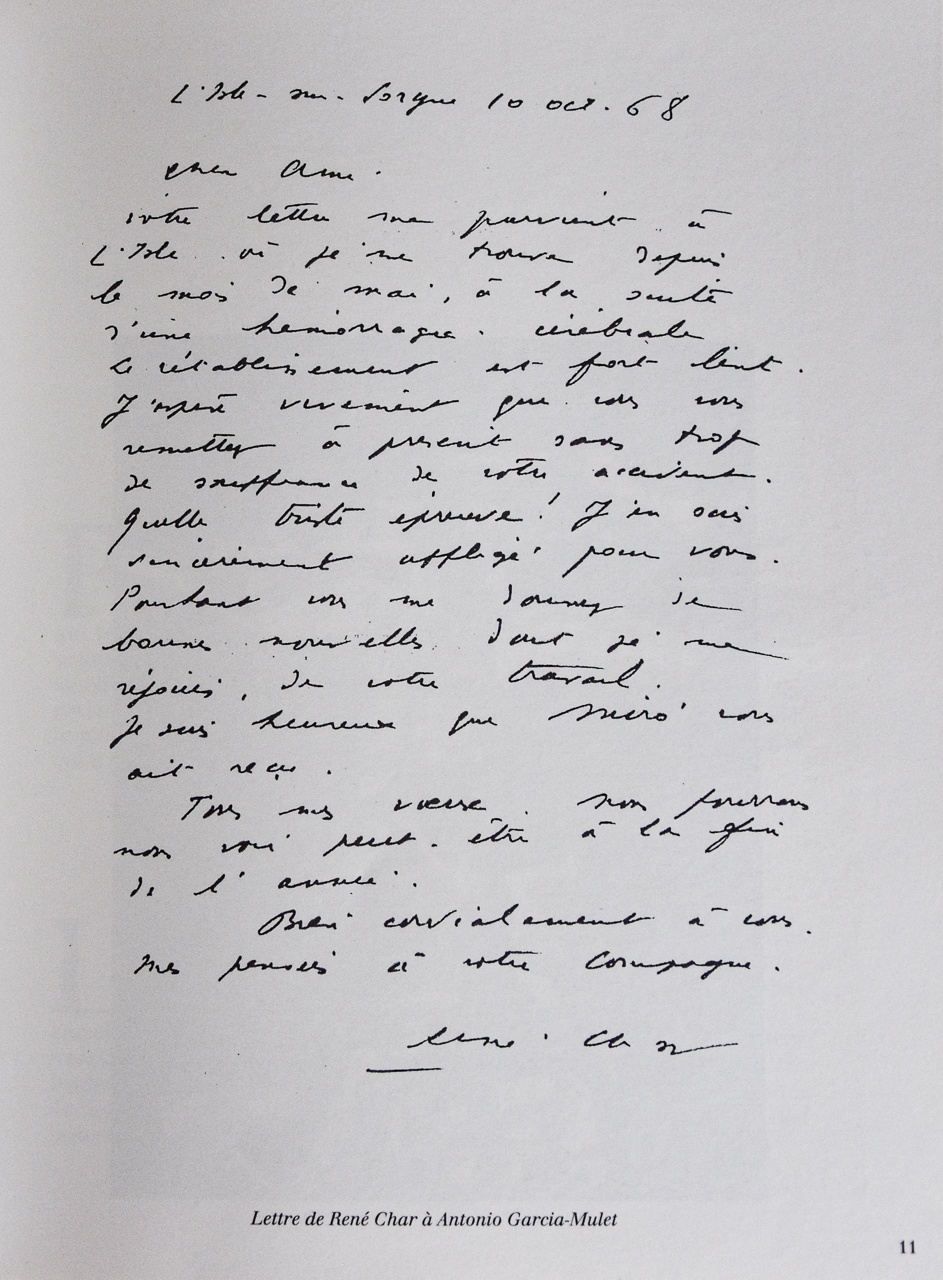
List Rene Char

Swoją pierwszą wystawę miał już jako doświadczony malarz w 1970 roku w Paryżu. René Char, przyjaciel i jednocześnie wielbiciel jego sztuki, który wprowadził go w kręgi ruchu dadaistycznego, które pozwoliły mu nawiązać bezpośredni kontakt z wieloma artystami tamtejsze epoki. Jednym z nich był między Juan Miró, który w książce „Collection dart UNESCO 10-18, podarował mu dedykację: „Para Mulet animańdole para que se lance a fondo”. (5 sierpnia 1968). W wolnym tłumaczeniu na: „Dla Muleta – namawiam Cię, abyś oddał się temu bez końca”.

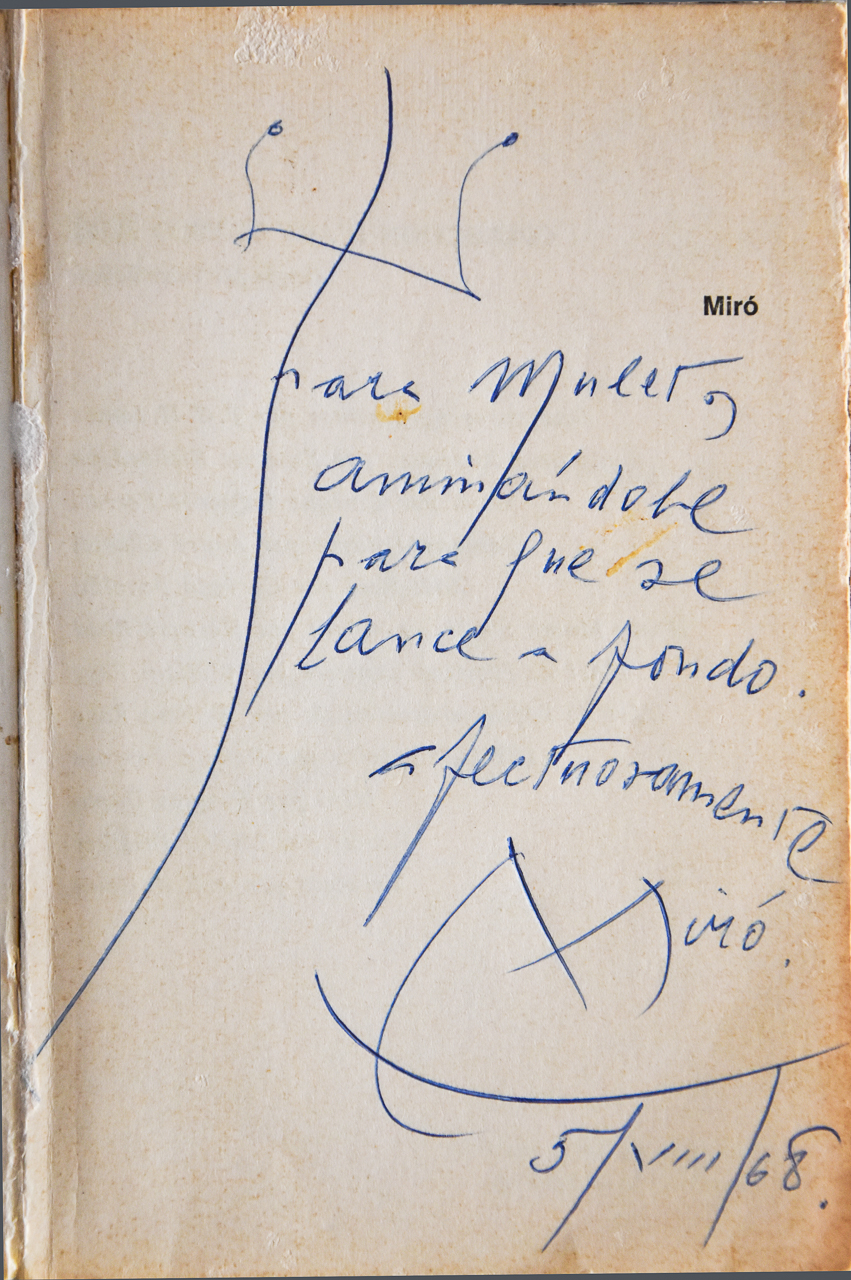
dedykacja Juana Miro dla Antonio Garcia Mulet

W latach 70. Michael Tapié, znany krytyk, który zachwycił się jego pracami, otworzył przed nim drzwi do hiszpańskiej sceny artystycznej. Skutkiem czego była wystawa w galerii Ynganzo w Madrycie. Antonio Garcia Mulet został doceniony przez międzynarodowe stowarzyszenie artystów, kuratorów, krytyków i kolekcjonerów, otrzymując w 1972 roku nagrodę Morgana na Biennale w Rawennie we Włoszech.
W 1973 roku został wydany album „MIRO 80”, gdzie wraz z wieloma wybitnymi artystami sceny światowej, oddał hołd Juan Miró na jego 80. urodziny. Udostępnił w nim swoje dzieło „Ecce Homo” Acrillico s/ tela 132 × 91.
Jako ceniony malarz obchodził 25. rocznicę swojej pracy artystycznej w Centrum Sztuki Współczesnej w Noyers-sur-Serein – Yonne.

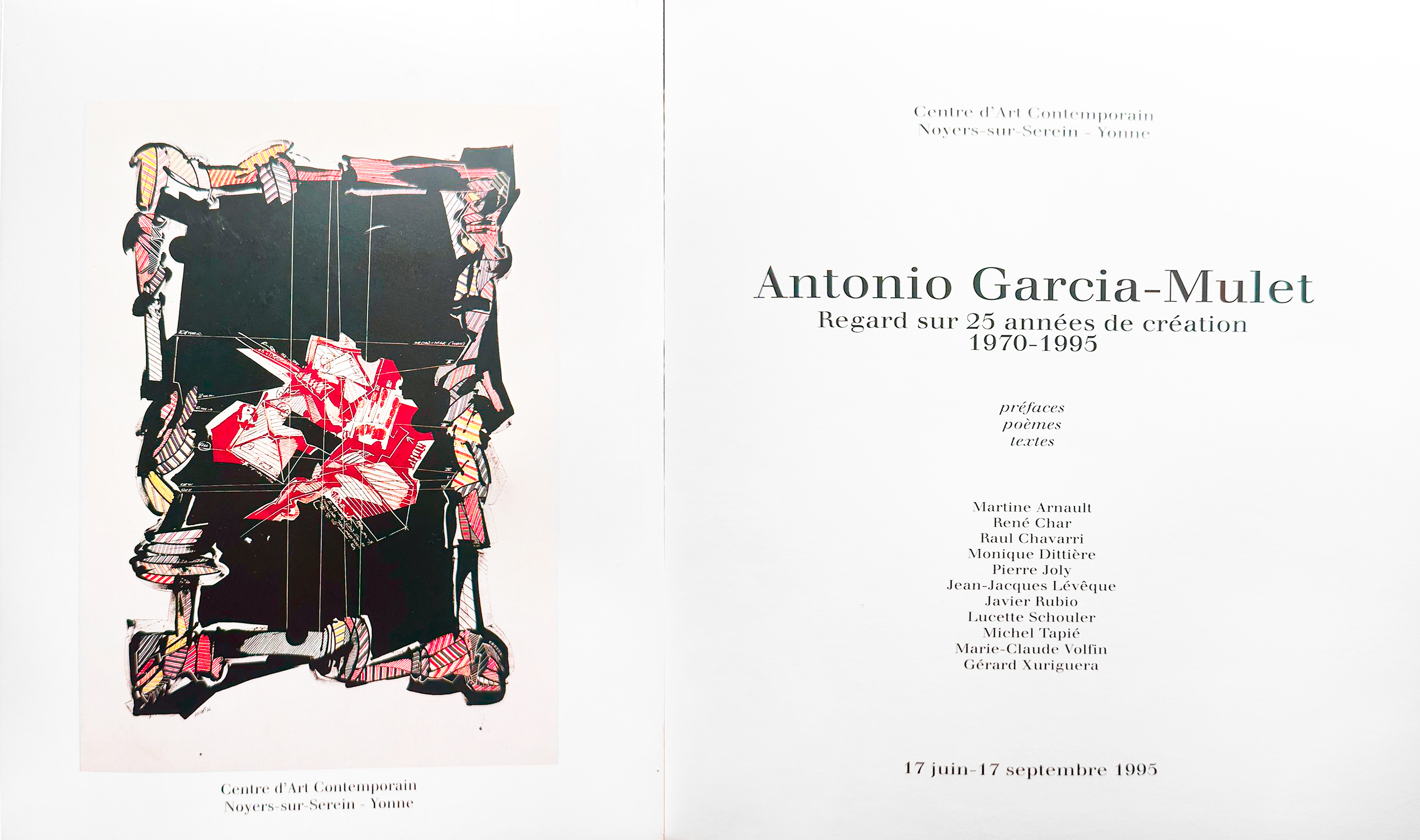
Antonio Garcia Mulet 25-lecie pracy artystycznej

Wraz ze swoją rodziną w 2000 roku zdecydował się powrócić w rodzinne strony na Majorkę. Bierze czynny udział w świecie artystycznym.
Jego otwartość, wyjątkowość, optymistyczne podejście do życia, chęć zdobywania nowych doświadczeń sprawia, że zjednał sobie ogromne grono wielbicieli. Inspirując się zmianami zachodzącymi w XXI wieku, chęcią przekazania nowemu pokoleniu swojej wizji, jak również pod wpływem sugestii przyjaciółki Mirelli Kurek Czarniak stworzył dzieło „Tęcza”, które wyraża jego ideę tolerancji i równości. Wspólny projekt bardzo ich połączył, dzięki czemu Mirella Kurek Czarniak stała się promotorem jego twórczości.

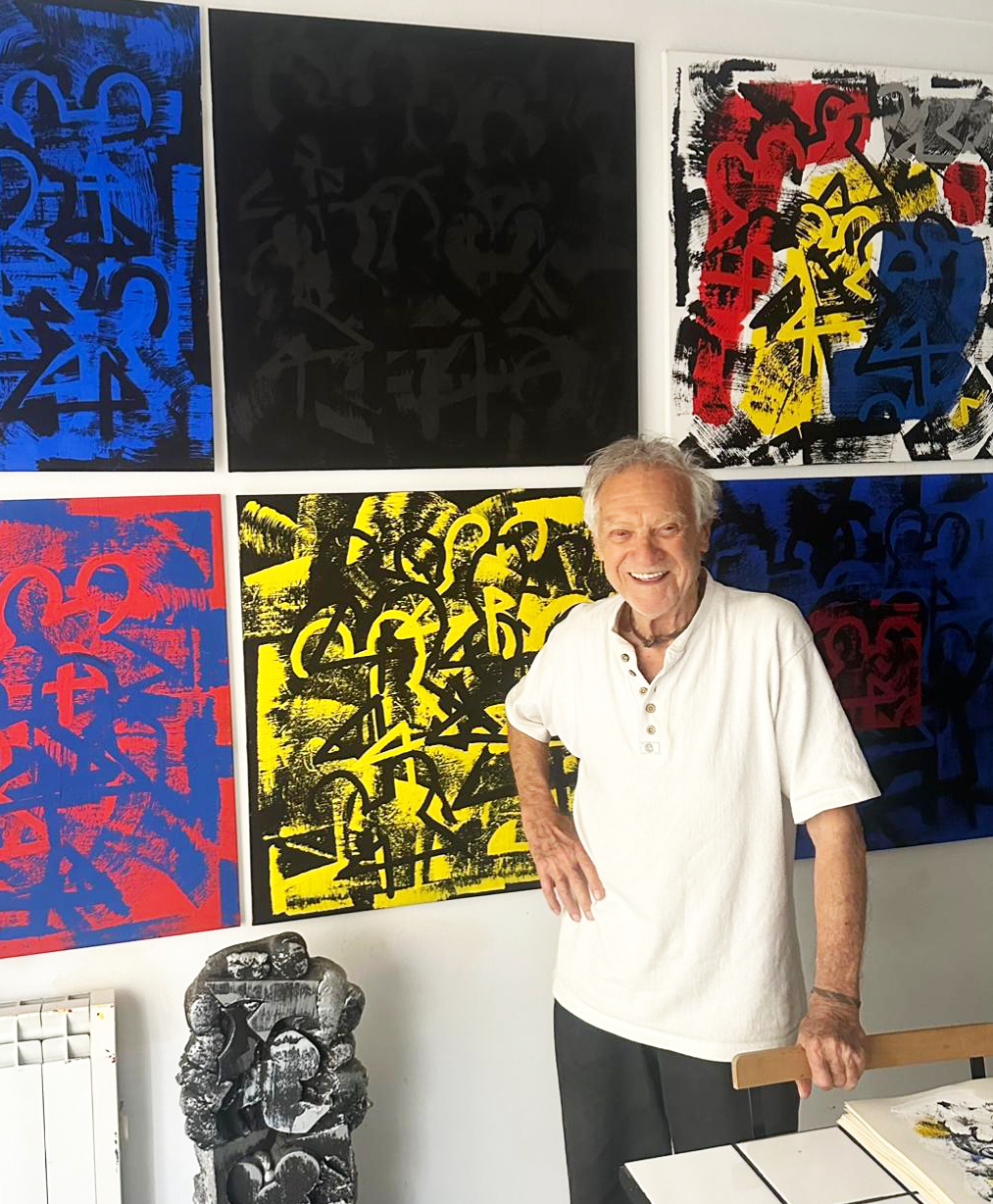
Antonio Garcia Mulet

## Wystawy

### Wystawy osobiste
- 1970 Galería Le Soleil Dans La Tete, Paryż
- 1972 Galería Le Soleil Dans La Tete, Paryż
- 1973 Galería Ynganzo, Madryt
- 1974 Galería Le Soleil Dans La Tête, Paryż
- 1975 Galería Ynganzo, Madryt
- 1976 Galerie de la Culture, Prieuré de Vivoin
- 1977 Galería Ynganzo, Madryt
- 1980 Galería Lucernaire Fórum, Paryż
- 1983 Galería Jaquester, Paryż
- 1985 Galería Ynganzo, Madryt
- 1985 Abbaye de Saint-Savin-Sur-Gartempe
- 1985 Galerie Jaquester, Paryż
- 1988 Galería Ynganzo, Madryt
- 1989 Galería Jaquester, Paryż
- 1991 Fiac 91, Galería Jaquester, Paryż
- 1992 Galería Jaquester, Paryż
- 1995 C.A.C de Noyers-Sur-Sere. Retrospectiva, Regard sur 25 années de création

Źródło: Antonio Garcia Mulet.

### Wystawy zbiorowe
1971:
- Prix Victor Choquet, Musée de la Monnaie, Paryż
- Salón Grands et Jeunes d’aujourd’hui, Paryż
- Salón de Réalites Nuvelles, Paryż
- Maison des Arts et Loisirs de Laon
- Salon National des Arts Plastiques des Finances, Clermond Ferrand
- Mois des Arts Palstique, Bagnolet

1972:
- Salon Grands et Jeunes d’Aujourd’hui, Grand Palais, Paryż
- Salon National des Arts Palstiques des Finances, Lille
- Hommage su Peuple Espagnol et á sa Culture,
- Service Culturel de Drancy
- 4a Binnale Morgan’s Paint, Ravenna, Włochy
- 3a Festival d’Art Plastiques de la Ville de Luchon, Aspectos de l’Art Actuel, Alençon

1973:
- Galería Il Giorno, Sediola, Włochy
- Salon des Réalités Nouvelles, Paryż
- Salon Grands et Jeunes d’Aujourd’hui, Grand Palais, Paryż
- 4a Biennale de Zaragoza, Hiszpania
- Miró 80 (Tributo), Escuela de arquitectura, Palma de Mallorca

1974:
- 2a Biennale d’Art Contemporain, Alençon
- Club Financier de Genéve en Madrid
- Galerie Hyspacys, Paryż
- 2a Mostra Internazionale di Pittura, Michetti, Włochy

1975:
- L’Art vivant contre la Peine de Mort, Foyer du Théatre d’Orsay, Paryż
- Libertés d’Expression et de Craéation, Palais des Sports M. thorez, Vitry
- Premier Salon de la Critique, La Galerie, Esplanade de la Défense

1976:
- Salon de Mai, Paryż
- 30 Espagnols, Galerie Suillerot, Paryż
- Les Baliseurs, Galerie Isabelle Lemaigre Dubreuil, Paryż,
- 30 Crèateurs, exposición itinerante en Francia, Paryż
- FIAC 76, Grand Palais, Paryż
- Maison de la Culture et des Loisirs présente: Le Soleil dans la Tête

1977:
- Auto Portraits, Galería Le Soleil dans la Tête, Paryż
- FIAC 77, Grand Palais, Paryż
- Les Artistes Espagnoles de l’Ecole de Paryż,
- Gallería Galos, Toulouse

1978:
- Peintres et Sculpteurs Espagnols Contemporains,
- Maison des Arts del Centre d’Action Culturelle de
- Montbéliard

1980:
- 60 Artistes pour un Musée, Centre Culturel du Mexique, Paris
- Peintres et Sculpteurs Espagnols, Vernissieux, Lyon
- Boomerang, Saint Savin sur Gartempe

1981:
- Esparce Cardin (Ligue Nationale contre le Cancer)
- Le dessin Contemporain, Musée de la SEITA, Paris
- (Exposición itinérante USA, Canadá,...)

1982:
- Peintres et Sculpteurs étrangers residant a Paryż,
- MJC de Belleville, Paryż
- Art Catalán Contemporain, Centre Culturel Pierre Bayle, Besançon

1983:
- Aspects de la Peinture Contemporaine, Musée d’Art Moderne, Troyes
- Salon de Mai, Paryż

1984:
- Peinture Contemporaine, Espace Belleville, Paryż

1985:
- Parcours, MJC de Belleville, Paryż

1987:
- SAGA, Grand Palais, Paryż

1988:
- Artistes Espagnols de Paris, Expace Belleville, Paryż
- Artistes Espagnols de Paris, Galerie Greca, Barcelona
- Forum d’Art Plastiques en Ile-de-France, Saint-Cloud
- Salon d’Octobre de Brive

1989:
- Face à face, Arts primitifs-Arts Aujourd’hui, Abbaye de Saint-Savin

1990:
- 9 Peintres de Barcelone, Abbaye des Prémontrés, Pont-à-Mousson

1991:
- Pour saluer le dessin, Museo Ingres, Montauban

1992:
- Galería Jaquester: Exposition collettive sur le thème du Paravent, Artistas españoles de la Escuela de Paris, Zaragoza

1995:
- Art Catalan Contemporain, Montpellier

Źródło: Antonio Garcia Mulet.

## Muzea i zbiory publiczne
- Centre National d’Art Contemporain, Paryż
- Azienda Autonoma di Soggiorno di Ravenna, Italia
- Centro di Estetica, Torino, Italia
- Museo de Cuauhteloc, Mexico
- Taïwan Museum of Art

Źródło: Antonio Garcia Mulet.

## Ilustracje do książek o sztuce
- Paysage à naître, texto de Jeannette-Jaqués Lévêque. Ediciones Le Soleil dans la Tête
- 4 Poèmes de Marwan Hoss, Ediciones Commune Mesure
- Vida y muerte de un Espantapájaros, Revue l’Immédiate

Źródło: Antonio Garcia Mulet.

## Wyróżnienia
- Atribución del premio de la Biennale Morgan’s Paint de Ravenna, Włochy[1]